# Лысенковщина
Лысе́нковщина — советская практика идеологической борьбы с научными оппонентами в естественных науках, сложившаяся в СССР в 1933—1965 годы. Псевдонаучная система взглядов, в основе которой лежит отрицание концепции генов как факторов наследственной передачи информации. Последователи отрицали генетическую концепцию передачи наследственных факторов, так как были уверены в наследовании приобретенных признаков (см. приобретённые признаки, ламаркизм, неоламаркизм).
Совокупность идей, концептов и методов сторонников Т. Д. Лысенко («Мичуринская агробиология», «мичуринская биология», «советский творческий дарвинизм»). Политическая кампания по преследованию и дискредитации группы генетиков, отрицанию классической генетики (вейсманизма-морганизма) и временному запрету генетических исследований в СССР (при том, что Институт генетики продолжал своё существование).

## Термин
Лысенковщина или лысенкоизм получила своё популярное название по имени академика Т. Д. Лысенко, ставшего символом кампании. Её организаторами были партийные и государственные деятели, а также деятели в области биологических наук (например И. И. Презент и другие его последователи).
В переносном смысле термин лысенковщина (неолысенковщина) может использоваться для обозначения любого административного преследования учёных за их «политически некорректные» научные взгляды.

## История
В 1928 году прежде неизвестный агроном Трофим Денисович Лысенко заявил об открытии новой сельскохозяйственной технологии — яровизации (использовании предварительного охлаждения семян злаковых культур перед посевом весной). Обработка семян пшеницы холодом и влагой позволила им быстрее дать урожай при посеве весной. В настоящее время техника яровизации находит применение в селекции растений, позволяя получать дополнительные поколения растений в селекционных камерах, фитотронах и теплицах, а также совмещать срок цветения растений, происходящих из разных регионов мира. В этом качестве она была поддержана Н. И. Вавиловым и другими учёными СССР и других стран. Дж. Б. С. Холдейн в статье «Лысенко и генетика», опубликованной в 1940 году в журнале «Science & Society: A Journal of Marxist Thought and Analysis», указывал на «большую ценность» техники яровизации (vernalization), утверждая, что она «была достаточно доказана не в одном только Советском Союзе, но во всем цивилизованном мире».
Началась активная газетная кампания, в которой крестьянский сын Трофим Лысенко представлялся как гений из народа, самородок, совершивший революционное открытие. Лысенко, некорректно экстраполировав идеи Мичурина, использовал его авторитет и актуальный политический язык для продвижения своих идей. Лысенко настаивал на внедрении метода до его экспериментального подтверждения и обещал прорывные результаты в кратчайшие сроки, его поддержал глава Наркомзема Я. А. Яковлев. Лысенко стал знаменитым и влиятельным.
15 января 1929 года Лысенко (совместно с Д. А. Долгушиным) выступил на Всесоюзном съезде по генетике, селекции, семеноводству и племенному животноводству, проходившему в Ленинграде с 10 по 16 января, где предложил способ весеннего сева озимых растений.
С аналогичным докладом выступил Н. А. Максимов. Максимов считал, что «каждый злак в известных условиях может быть превращён в яровой», и в то же время утверждал, что «перенесение этих опытов на поля невозможно».
21 июля 1929 года в «Правде» появилась статья, где указывалось на успешный сев яровизированными семенами в хозяйстве отца Лысенко.
В сентябре 1929 года работы Лысенко были поддержаны в Наркомате земледелия СССР (Наркомзем). Нарком А. Г. Шлихтер считал, что работа Лысенко поможет сохранить урожай в года с суховеями, а также сохранит от вымерзания озимые посевы в суровые зимы, которые отмечались в 1927 и 1928 гг. Работы Лысенко были также поддержаны профессорами В. В. Талановым, Н. А. Максимовым, В. Е. Писаревым
.
19 ноября 1929 года в «Сельскохозяйственной газете» в подборке статей «Яровизация озими — новое завоевание в борьбе за урожай» опубликован материал профессора Н. А. Максимова, в котором был дан анализ работ Лысенко. В нём он освещал научную деятельность Лысенко по вопросу яровизации и возможных перспектив разработанного метода. Максимов отмечал, что сделанные Лысенко открытия были уже давно известны в мире, а полученные результаты открывают новые перспективы в вопросе познания природы озимых. Главной же заслугой Лысенко Максимов считал применение достижений теоретической науки на практике:

Главнейшей же заслугой Лысенко, я считаю, то, что достижения теоретической науки он сумел непосредственно применить в практической жизни. И Гасснер, и мы, будучи физиологами, а не агрономами, не шли дальше лабораторных опытов. Холодное проращивание казалось нам слишком простым приёмом, чтобы он мог получить непосредственное применение в полевом хозяйстве… Лысенко крайне упростил предварительную обработку семян, упростил настолько, что она стала доступной даже для рядового крестьянского хозяйства. А это, конечно, нельзя не признать крупнейшим достижением.— Н. А. Максимов, 1929 г.
Оценивая опыты по яровизации, Максимов, однако, выразил пожелание, «чтобы чрезмерные ожидания, возлагаемые на них сейчас некоторыми увлекающимися кругами, не помешали затем трезвой деловой оценке результатов этих важных опытов».
В том же 1929 году Лысенко выступил на Коллегии Наркомзема, где его вклад в решение продовольственной проблемы был высоко оценён наркомом Яковлевым, и была официально одобрена яровизация.
В июне 1931 года Коллегия Наркомзема СССР вынесла директиву, о которой Лысенко впоследствии писал: «Плановое задание по опытно-хозяйственным посевам яровизированных яровых пшениц в 1932 г. было: по линии Союзного Наркомзема — 10.000 га, по линии Наркомзема УССР — 100.000 га».
9 июля 1931 года Коллегия Наркомзема СССР предоставила в распоряжение лаборатории Лысенко ежегодные выплаты по 150 тыс. рублей на исследования. Также было принято решение об издании журнала «Бюллетень яровизации» под редакцией Лысенко.
В 1932—1933 гг. в этом журнале им было опубликовано 9 статей (одна — совместно с Долгушиным). В бюллетене публиковались таблицы данных от колхозов, инструкции по яровизации картофеля, зерновых и других культур. Журнал выходил от имени Украинского института селекции Всеукраинской академии сельскохозяйственных наук изданиями на украинском и русском языках и был подчинён Наркомату земледелия УССР.
В своём докладе на Коллегии Наркомзема 13 сентября 1931 г. Лысенко расширил тему яровизации с плодоношения озимых зерновых при весеннем севе, предлагая воздействовать холодом не только на пшеницу, а также находить наиболее подходящие для данного метода сорта. Кроме того, Лысенко говорил о разграничении процессов роста и развития и утверждал, что ему удалось увеличить урожайность азербайджанской пшеницы, посеянной в Одессе, на 40 %. Там же он заявлял, что «яровизации без генетики и селекции не должно быть».
В октябре 1931 года Всеукраинский съезд по селекции встретил доклад Лысенко бурными аплодисментами.
В конце октября—начале ноября 1931 г. на Всесоюзной Конференции по борьбе с засухой, проходившей в Москве, на которой выступали Молотов и Калинин, наряду с крупными учёными (Таланов, Кулешов, Максимов, Константинов, Дроздов) выступил и Лысенко. Газета «Правда» от 30 октября 1931 г. сообщала, что «По предложению наркомзема тов. Яковлева… конференция наметила комиссию…, тов. Яковлев особо подчеркнул значение работ агронома Лысенко».
В газете «Известия» 29 октября 1931 г. утверждалось, что Яковлев требовал применить метод Лысенко в массовом масштабе (сотен тысяч гектаров), и считал, что «сам тов. Лысенко ещё недостаточно отдаёт себе отчёт о значении своей работы, а её значение ОГРОМНО».
После конференции по борьбе с засухой 1931 г. правительство СССР наградило Лысенко орденом Трудового Красного Знамени «за работы по яровизации».
В первой половине 30-х годов исследованиям Лысенко была оказана поддержка со стороны таких видных учёных как Н. А. Максимов и Н. И. Вавилов. Главной заслугой Лысенко учёные считали методику яровизации, которая могла быть активно использована в селекции растений. Первые несогласия с позицией Лысенко возникли тогда, когда Лысенко стал пропагандировать яровизацию, как надёжный способ увеличения урожая в стране. Сталин также оказывал активную поддержку Лысенко, в том числе потому, что положения его теории соответствовали идеологии правящей партии.

### Начало лысенковщины
В 1933—1934 годах Лысенко вместе с доктором биологических наук Исаем Презентом начал наступление на генетику.
Лысенко верил в теорию Ламарка о наследовании приобретённых признаков и считал себя последователем И. В. Мичурина. По мнению Жореса Медведева, сам Сталин издавна был ламаркистом.
В 1938 году Лысенко стал президентом ВАСХНИЛ вместо Н. И. Вавилова, пониженного в должности до заместителя. Классическую генетику стали публично именовать «фашистской наукой», началось политическое преследование учёных-генетиков. В конце 1930-х годов стали происходить аресты и даже расстрелы. Николай Вавилов был арестован по подозрению в антисоветской деятельности 6 августа 1940 года, приговорён к смертной казни (позднее заменена на 15 лет лагерей) и умер в тюрьме в 1943 году. Другие учёные также попали в лагеря, а некоторые — расстреляны (например, С. Г. Левит, И. И. Агол). Многие под страхом преследования меняли поле деятельности или присоединялись к кампании против науки.
В то время наиболее массовой формой отступления учёных от нравственных норм был устный или письменный отказ от собственных научных воззрений и одновременно признание догм так называемой «мичуринской биологии», лженаучность которых была при этом для них очевидна.
Некоторые этим не ограничивались и для укрепления своего положения или в целях карьерного продвижения разоблачали своих товарищей и учителей, обвиняя их в антимичуринских пороках. Иные шли ещё дальше, сочиняя на своих научных оппонентов политические доносы, зная, что они могут привести не только к их изоляции, но и к физическому уничтожению. Такая обстановка растлевала научную молодёжь и тем самым обеспечивала аморальный задел на будущее.
Тем не менее многим удалось избежать репрессий, продолжая заниматься генетическими исследованиями. С. С. Четвериков подвергся аресту в 1929 году и был сослан на 5 лет в Свердловск с последующим запрещением поселяться в Москве, Ленинграде и нескольких других центральных городах; В. П. Эфроимсон был дважды осуждён на длительные сроки и отбывал наказание в тюрьмах и лагерях.
Лысенковцы объявляли себя сторонниками «генетики», однако под этим термином понимали исключительно свой «мичуринский метод», классическую же генетику именовали «вейсманизм-морганизм». Критически высказывались ученые за пределами Советского Союза: британский биолог С. К. Харланд сетовал на то, что Лысенко «совершенно не знает элементарных принципов генетики и физиологии растений» (Bertram Wolfe, 2017). Критика со стороны иностранцев не устраивала Лысенко, который выказывал негативное отношение к западным «буржуазным» учёным и осуждал их как орудия империалистических угнетателей. Он особенно негативно относился к американской практике изучения плодовых мушек, «рабочей лошадке» современной генетики. Таких генетиков он называл «любителями мух и ненавистниками людей».
После 1945 года, несмотря на тяжёлые последствия репрессий, генетика в СССР продолжала развиваться и перешла в наступление на «мичуринскую биологию», используя международные связи (А. Р. Жебрак, Н. Н. Дубинин):

Советское научное сообщество не было просто пассивным инструментом политиков. Различные группы внутри научного сообщества активно эксплуатировали каждый поворот государственной внешней политики, стараясь достичь своих собственных целей через посредство партийного аппарата. Во время пика научной кооперации в 1945—1946 гг. советские генетики умело использовали свои международные контакты, чтобы организовать «второй фронт» на Западе с целью поддержать свою атаку на институциональные позиции Т. Д. Лысенко и укрепить советскую генетику.— Кременцов, Н. Л. «Американская помощь» в советской генетике, 1945—1947
Ситуация, по-видимому, начала меняться в конце 1946 года. Именно в последнюю неделю этого года впервые зарегистрировано присутствие Лысенко в кабинете Сталина (26 и 30 декабря), причём одновременно с ним там присутствовали Хрущёв и Берия. Следующий визит зарегистрирован непосредственно перед августовской сессией ВАСХНИЛ, 27 июля 1948 года, присутствовали Берия, Маленков, Микоян, Булганин, Каганович. Последний визит был вскоре после сессии, 31 августа, присутствовали Берия, Маленков, Молотов, Булганин, Каганович.

### События 1948 года и их последствия
Идеологи ВКП (б) разделили биологов на, так называемых, «вейсманистов-морганистов» и «мичуринцев». В июле 1948 года академик Т. Д. Лысенко направил Сталину текст своего доклада, в котором противопоставлял «буржуазную» (генетика) и «пролетарскую» («мичуринская биология») науки. Сталин в целом поддержал доклад Лысенко, поскольку сам придерживался ламаркистских взглядов на коммунистическое воспитание масс, однако оставил на полях доклада Лысенко издевательские записи по поводу «пролетарской науки». 27 июля 1948, за несколько дней до открытия сессии ВАСХНИЛ, состоялась двухчасовая встреча Сталина (в присутствии других членов Политбюро) с Т. Д. Лысенко.
На «Августовской сессии ВАСХНИЛ 1948 года» произошёл разгром современной генетики. На сессии Лысенко произнёс свой доклад (деление наук не на «буржуазная/пролетарская», а «материалистическая/идеалистическая»), указав, что доклад одобрен ЦК ВКП (б). Как видно из стенограммы выступлений на сессии, фактически единственным оппонентом «мичуринцам» оказался генетик и фронтовик И. А. Рапопорт, пришедший на заседание с боевыми наградами по приглашению для другого лица (в стенографический отчёт его выступление против И. Презента попало как «хулиганская выходка» Рапопорта). «Вейсманизм-морганизм» был официально объявлен идеалистической теорией, то есть лженаукой.
В конце августа 1948 года началась большая «кадровая чистка» в естественных науках и образовании в СССР. Главный идеолог гонений на генетиков, Исаак Израилевич Презент был назначен деканом биологических факультетов Московского и Ленинградского университетов одновременно. Более 100 генетиков были уволены, некоторые исключены из партии, в том числе И. А. Рапопорт. Покончил с собой в 1951 году Д. А. Сабинин. Все современные генетические исследования в СССР были практически прекращены.
Президиум АН СССР 26 августа 1948 года «обязал биологов и всех естествоиспытателей, работающих в Академии Наук СССР, коренным образом перестроить свою работу, занять ведущее место в борьбе против идеалистических, реакционных учений в науке, против низкопоклонства и раболепия перед зарубежной лженаукой».
В ноябре 1948 года состоялась научная сессия по вопросам геологии. Лысенковщина в основном затронула вопросы связанные с палеонтологией и биостратиграфией, критике подверглись многие зарубежные теории по всем направлениям геологии.
Академик А. Л. Яншин вспоминал выступление Т. Д. Лысенко в МОИП 18 декабря 1951 года:

Я помню это выступление и все рассказы Лысенко по поводу белых и бурых медведей, кукушек и дроздов, превращающихся друг в друга под влиянием различных условий выращивания потомства. Слушали лжеучёного молча, никто не выступил с критикой.
В 1951 году Т. Д. Лысенко активно поддерживал другого идейного биолога О. Б. Лепешинскую: «отметил значение учения О. Б. Лепешинской для понимания процесса зарождения зачатков нового вида в теле старого вида».
Хрущёв, несмотря на его борьбу с культом личности Сталина, так же как и Сталин, продолжал высоко ценить Лысенко из-за его харизмы «человека из народа». В надежде на реализацию обещаний «народного академика» огромных урожаев «ветвистой пшеницы» он поддержал деятельность Т. Лысенко и его главного идеолога И. Презента.
В результате экспериментов Лысенко, при активной поддержке «идеологов от науки», получивших высокие звания и соответствующие оклады, был нанесён существенный ущерб советской экономике (например, по его инициативе в больших масштабах проводилось скрещивание племенных пород крупного рогатого скота с неплеменными).
Несмотря на официальную поддержку Лысенко, стало возможным высказывать и взгляды, отличные от его точки зрения. По инициативе министра высшего и среднего специального образования РСФСР В. Н. Столетова была инициирована дискуссия между лысенковцами и его противниками, в результате чего противники Лысенко довольно быстро добились поддержки в биологической печати.

### Завершение периода «лысенковщины» в СССР
Табу на критику в адрес академика Т. Д. Лысенко сохранялось до начала 1960-х годов, несмотря на реабилитацию Вавилова (посмертно) и других генетиков и постепенный рост числа публикаций, посвящённых генетике. В 1964 году была издана книга В. П. Эфроимсона (вторично арестованного в 1949 и вышедшего на свободу после смерти Сталина) «Введение в медицинскую генетику».
Генетика начала постепенно восстанавливаться благодаря физикам-атомщикам, которые создавали лаборатории по радиационной генетике в своих закрытых институтах. Полное восстановление генетических исследований произошло только после снятия Н. С. Хрущёва в октябре 1964 года.
Поворотным стал мартовский 1965 года Пленум ЦК КПСС, который рассмотрел вопрос «О неотложных мерах по дальнейшему развитию сельского хозяйства СССР». Затем было получено официальное заключение комиссий ВАСХНИЛ и АН СССР, что работа Т. Д. Лысенко проводилась с научными нарушениями и недостоверно. Лысенко был смещён со своих руководящих постов.
Считается, что до самой своей смерти в 1976 году Лысенко оставался противником классической генетики.

## Фразеология лысенковцев
Академик АМН СССР Лепешинская О. Б.:

«Учение диалектического материализма о взаимозависимости и взаимообусловленности, о непрерывном движении и изменении в природе, где всегда что-то возникает и развивается, что-то отживает и разрушается, вооружило идейно Мичурина и Лысенко и дало им возможность выйти победителями из борьбы с метафизиками и идеалистами, с последователями Вейсмана, Менделя и Моргана».

«Лица, отстаивающие принципы формальной генетики, не в силах понять гениального указания Ленина о том, что „познание человека не есть… прямая линия, а кривая линия, бесконечно приближающаяся к ряду кругов, к спирали. Любой отрывок, обломок, кусочек в этой кривой линии может быть превращён (односторонне превращён) в самостоятельную, целую, прямую линию, которая (если за деревьями не видеть леса) ведёт тогда в болото, в поповщину…“»— Ленинизм — мощная основа революционной науки
Член-корреспондент АМН СССР П. В. Макаров:

«Набор генов в хромосомах, по утверждению вейсманистов-морганистов, определяет все особенности организма, его внешний вид, поведение, характер и т. д. Гены существуют от начала жизни, они неизменяемы и непознаваемы, а могут со временем только утрачиваться. Морганисты пророчествуют, что неизбежна близкая гибель живого вследствие растрачивания „генного богатства“, или генофонда. По их мнению, все свойства любого организма, в том числе и человека, роковым образом, фатально, предопределены теми генами, которые он получает от своих родителей при слиянии яйца с живчиком, то есть в момент оплодотворения. Для того чтобы воспрепятствовать распространению вредных генов, надо регулировать браки, лишая людей с „неполноценной“ наследственностью возможности иметь потомство. Потерпев полный провал в сельскохозяйственной практике, в выведении новых пород животных и новых сортов растений, вейсманисты-морганисты с благословения своих боссов усиленно занимаются человеководством, выполняя самую грязную, реакционную роль. Они подводят теоретическую „основу“ под расистские измышления империалистов, стремятся оправдать политику истребления народов, колониального гнёта, невероятной эксплуатации трудящихся. Вейсманисты-морганисты обосновывают разделение людей на расу господ и расу рабов. Первые сконцентрировали в себе полноценные гены, вторые — второсортные и самой природой навеки обречены быть на положении эксплуатируемых. Морганисты высказывают сожаление, что их „наука“ не была известна раньше, тогда можно было бы своевременно вывести породу людей, лишённых столь тягостных для эксплуататоров свойств, как стремление к свободе, человеческому существованию, социализму»

## Изучение феномена
Лысенковщине как мировому феномену были посвящены:
- Симпозиумы в Нью-Йорке (2009), Токио (2012), Вене (2012), Праге (2014, 2016)
- Статьи журналов Историко-биологические исследования (2011, № 2; 2015, № 2), Journal of the history of biology (2012, № 2)
- Несколько зарубежных монографий (см. литературу ниже).

### Комментарии
1. ↑  Впервые Сталин публично высказался в поддержку Лысенко на II съезде колхозников-ударников 13 февраля 1935 года[28].